# حجر باليرمو

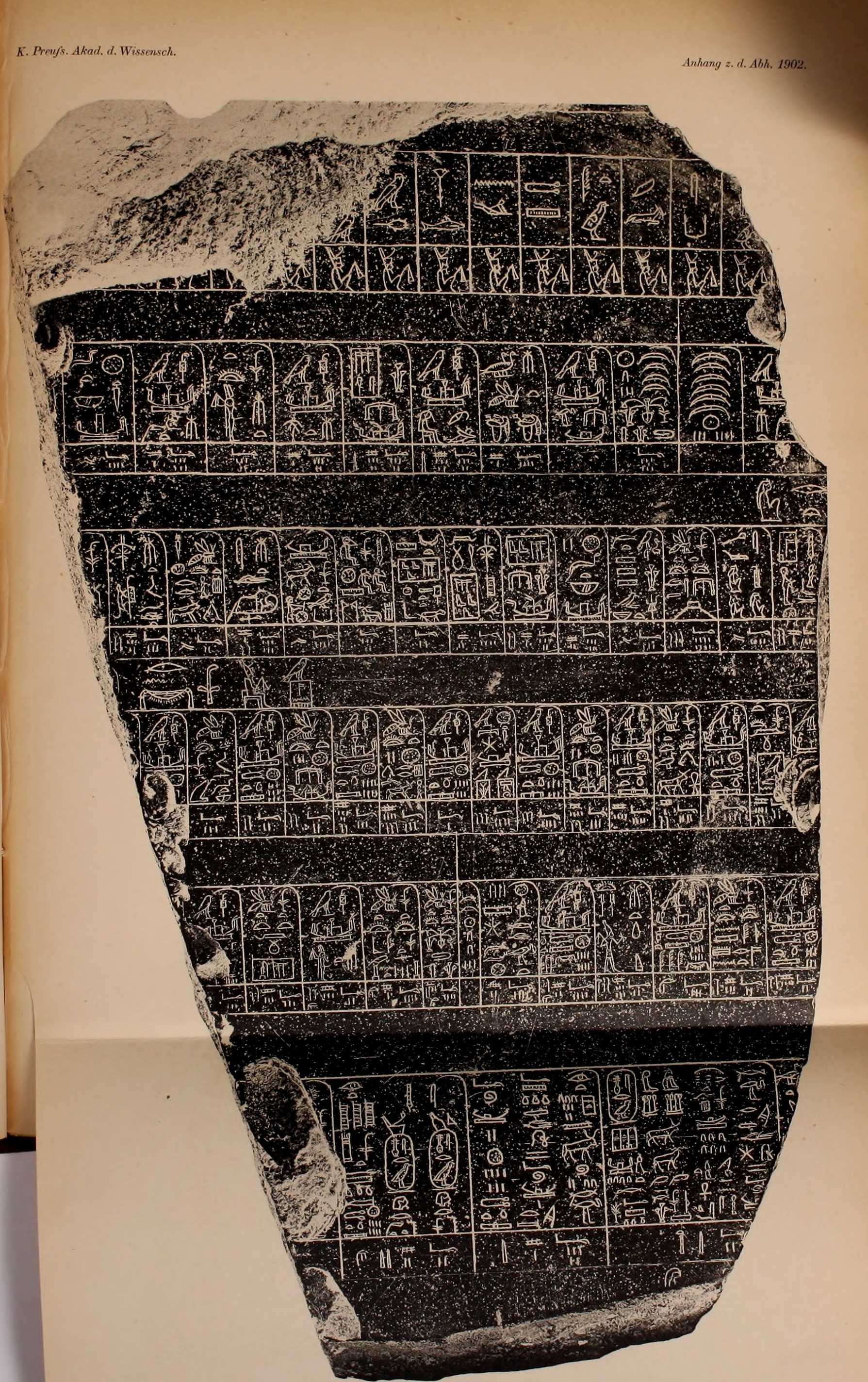
حجر باليرمو -جزء من الحوليات الملكية المصرية- الموجود في باليرمو، إيطاليا.

 حجر باليرمو هو الجزء الأكبر من سبعة أجزاء متبقية من لوحة تذكارية كبيرة تعرف باسم «الحوليات الملكية للدولة القديمة»، والتي تحتوي على قائمة ملوك مصر من عصر الأسرة الأولى إلى بداية عصر الأسرة الخامسة، وتسجل أحداثًا هامة في كل سنة من سنين حكمهم. يعتقد أن اللوحة نحتت خلال عصر الأسرة الخامسة (حوالي 2392-2283 ق.ح.ع)، والحجر محفوظ في المتحف الأثري الإقليمي في باليرمو، وبقية اللوحة موجودة في متاحف القاهرة ولندن. نحتت اللوحة على لوحة حجر من البازلت الأسود، قرب نهاية عصر الأسرة الخامسة. وهو يسرد ملوك مصر القديمة بعد توحيد مصر السفلى ومصر العليا بدءًا من الملك نارمر. وهو محفوظ اليوم في متحف آثار أنطونيو ساليناس الإقليمي في مدينة باليرمو، إيطاليا، ومنها أخذ اسمه.
تطلق أحيانًا عبارة «حجر باليرمو» على الأجزاء السبعة الباقية من الحوليات الملكية، بما في ذلك تلك المحفوظة في القاهرة ولندن، كما تطلق على المجموعة أحيانًا عبارة «حجر حوليات القاهرة»، على الرغم من أن عبارة «حجر القاهرة» تستخدم للإشارة إلى الأجزاء الموجودة في القاهرة فقط.
يحفظ حجر باليرمو والأجزاء الأخرى من الحوليات الملكية ما يعتقد أنه أقدم نص تاريخي باقي من مصر القديمة ويشكل مصدرًا أساسيًا لتاريخ مصر في فترة الدولة القديمة.

## الوصف
يشكل حجر باليرمو جزءًا من لوحة الحوليات الملكية المنقوشة، والتي قد تكون أبعادها في الأصل بحوالي (70 سم ارتفاعا و 2.1 م عرضًا)، وكافة الأجزاء مشكلة من تركيبة حجر أسود قاسٍ من الممكن أنه شكل من البازلت.
أما حجر باليرمو نفسه فإنه على شكل صدفة غير منتظم أبعاده 43.5 سم طولا، و25 سم عرضًا، و6.5 سم سماكةً (في أعظم نقاطه).
تحوي النقوش على واجهة الحجر ستة أسطر من النصوص الهيروغليفية من اليمين إلى اليسار، حيث يسرد السطر الأول أسماء ملوك لمصر السفلى (المعروفة مثلا بارتداء التاج الأحمر) من فترة ما قبل الأسرات، أما السطر الثاني والأسطر اللاحقة فتحوي أجزاء من حوليات ملكية لفراعنة من الأسرات الأولى وحتى الرابعة محددة بالأحداث الهامة في كل عام من فترة حكم كل ملك مرتبة زمنيًا، ويبدأ السطر الثاني من حجر باليرمو بدخول السنة الأخيرة لملك من الأسرة الأولى لم يحفظ اسمه ولكن يفترض عمومًا أن اسمه إما نارمر أو عحا، ويُشغل باقي السطر الثاني بدخول الحوليات التسعة الأولى لخليفة هذا الملك الذي لم يذكر اسمه أيضًا في الحجر، ولكن يفترض أنه إما عحا أو خليفته جر، وتكمل النقوش على ما تبقى من هذا الوجه بحوليات ملكية حتى ملوك الأسرة الرابعة.
يكمل النص في خلفية الحجر مدونًا أحداثًا خلال فترات حكم الفراعنة حتى نفر إر كارع كاكاي وهو الحاكم الثالث من الأسرة الخامسة، ومن غير الواضح من خلال الأجزاء الباقية أن الحوليات الملكية في الأصل تكمل بعد هذه النقطة الزمنية؛ ويلاحظ أيضًا ذكر اسم أم الملك مثل بترست أم الملك سمر خت من الأسرة الأولى، ومِريسانخ الأولى أم الملك سنفرو من الأسرة الرابعة.
وتتضمن المعلومات المسجلة في الحوليات الملكية (كما هي محفوظة على حجر باليرمو): قياسات لارتفاع فيضان النيل السنوي (راجع مقياس النيل) وموسم الغمر وتفاصيل الاحتفالات (مثل احتفال عيد الجلوس) والضرائب المفروضة والمنحوتات والمباني والمجهود الحربي.

## التاريخ الأثري
لا يعرف بالضبط مكان اللوحة الأصلي، كما لا يوجد مصدر أثري موثوق لأي من الأجزاء الباقية، يقال أن أحد الأجزاء الموجودة اليوم في القاهرة قد وجد في موقع أثري في منف، كما قيل أيضًا أن ثلاثة أجزاء موجودة في القاهرة قد وجدت في مصر الوسطى، ولم يقترح مكان العثور على حجر باليرمو.

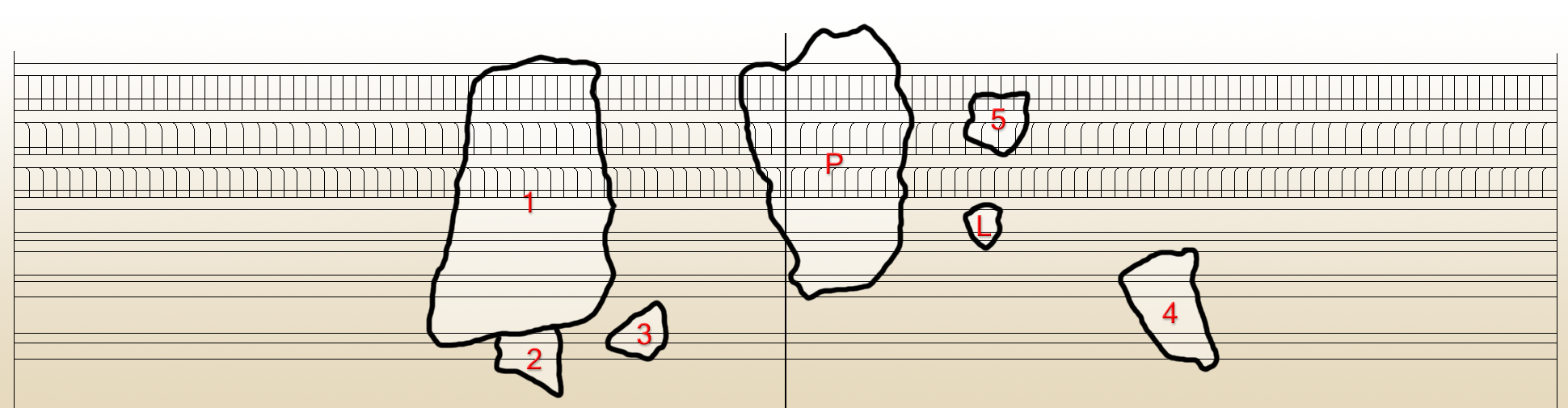
حوليات مصر الملكية، تظهر إعادة بناء مقترحة للوحة وأماكن الأجزاء السبعة الباقية، P حجر باليرمو، والأرقام من 1 حتى 5 أجزاء القاهرة، وL جزء لندن.

اشترى المحامي الصقلي فرديناند غويدانو "Ferdinand Guidano" حجر باليرمو عام 1859، ثم بقي الحجر في باليرمو منذ عام 1866، ثم قدمت عائلة غويدانو الحجر لمتحف باليرمو الأثري في 19/تشرين الأول/1877 حيث بقي هناك منذ ذلك الوقت.
توجد خمسة أجزاء من الحوليات الملكية في المتحف المصري بالقاهرة، حيث تمت حيازة أربعة منها بين عامي 1895 و1914، أما الخامسة فقد تم شراؤها عام 1963 من سوق للأشياء العتيقة، كما يوجد جزء صغير في متحف بتري للآثار المصرية في كلية لندن الجامعية، وهي تشكل جزءًا من مجموعة عالم الآثار السيد فلندرز بتري (حيث قام هو بشرائها عام 1914).

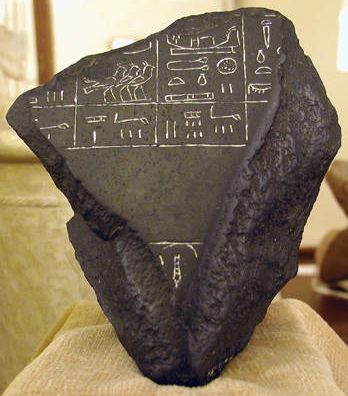
جزء من الحوليات الملكية معروضة في متحف بتري في لندن، يظهر عليها نقش لجزء من لائحة خع سخموي وفي الأسفل إشارة من لائحة سنفرو

لم تدرك أهمية حجر باليرمو حتى لاحظه عالم آثار فرنسي زائر عام 1895، ثم ظهرت أول نشرة مترجمة كاملة عام 1902 لهنريخ شافير "Heinrich Schäfer".

## الاختلافات
توجد عدة اختلافات تتعلق بتاريخ حجر باليرمو والحوليات الملكية التي يسجلها، وتثور الخلافات حول ما إذا كانت النقوش قد تمت كتابتها في نفس الوقت أو أضيفت إلى بعضها البعض على مر الزمن، وهل تعود النقوش إلى الفترة التي تصفها (مثال: الأسرة الخامسة على أبعد تقدير)، وقد نوقش كون اللوحة قد نقشت في فترة زمنية لاحقة، ومن الممكن في عصر الأسرة الخامسة والعشرين (774-656 ق.ح.ع)، ويبدو واضحًا من محتوى النقوش أن الحوليات الملكية كما حفظت على حجر باليرمو والأجزاء الأخرى لم يتم نقشها في خلال الفترة التي تصفها ولا بعدها بقليل، بل تعتمد مباشرة على نسخة أصلية تعود لفترة المملكة القديمة.
كما توجد خلافات أيضًا حول ما إذا كانت الأجزاء الباقية تعود لنفس اللوحة أو إلى نسخ مختلفة، وقد اقترح في هذا السياق عدم كون جميع الأجزاء المحفوظة في القاهرة (لا يوجد لأي منها مصدر واضح) أصيلة.
يصعب حل رموز النص بسبب حالة حفظ النقوش (وهي تختلف حسب الأجزاء) وقدمها، وإذا كان النص لنسخة لاحقة عوضًا عن نسخة الأسرة الخامسة الأصلية فيوجد احتمال بوجود أخطاء تسببت بها عمليات النسخ.

## الأهمية
يشكل حجر باليرمو والأجزاء الأخرى للحوليات الملكية مصدرًا أساسيًا لتاريخ المملكة القديمة وكمثال: حفظها لأسماء شخصيات من العائلات الملكية خلال فترة الأسرات الخمسة الأولى والتي لم تحفظها المصادر الأخرى.
تحدد قوائم المملكة الحديثة المصرية للملوك مثل بردية تورينو (القرن الثالث عشر ق.ح.ع) وقائمة ملوك أبيدوس (عهد سيتي الأول 1294-1279 ق.ح.ع) مينا (من الممكن نارمر) (حوالي 3100 أو 3000 ق.ح.ع) الملك الأول من الأسرة الأولى ناسبة إليه توحيد مصر، ومع ذلك فإن اللائحة العلوية من الحوليات الملكية تذكر أسماء لبعض الحكام من فترة ما قبل الأسرات لمصر العليا والسفلى، ومن المفترض أنهم يشيرون إلى فترة ما قبل توحيد مصر، وتبقى مطابقة أسماء هؤلاء الملوك مع أشخاص تاريخيين مثارًا للجدل.
من الممكن أن يكون المؤرخ القديم مانيتون قد استخدم معلومات مشابهة لتلك التي في اللوحة الكاملة للحوليات الملكية لإنشاء سجله عن أسرات مصر المبكرة التي يشكل جزءًا من كتابه «تاريخ مصر» الذي كتبه في القرن الثالث ق.ح.ع، على الرغم من أن قائمة الملوك الباقية الأقرب إلى عمله (كما حفظه الكتاب اللاحقون) هي بردية تورينو.

## راجع أيضًا
- قائمة ملوك مصر (أبيدوس)
- بردية تورينو
- قائمة ملوك مصر القديمة
- قائمة ملوك أبيدوس (رمسيس الثاني)
- قائمة الملوك بالكرنك